# 北海道中標津支援学校
北海道中標津支援学校（ほっかいどうなかしべつしえんがっこう）は、北海道標津郡中標津町にある公立の特別支援学校。

## 設置学科
- 園芸科
- 窯業科
- 木工科
- 家庭総合科
- クリーニング科(令和3年3月を持って、募集は停止され、現在は閉科している。)
- 普通科(令和4年度より高等部に設置され、本校の小・中学部を卒業した生徒しか受けられない科である。)

## 沿革
- 1996年　北海道中標津高等養護学校として開校
- 2010年　校舎・寄宿舎を増床に2学級(定員8人×2)の間口増
- 2019年 小学部・中学部を設置して北海道中標津支援学校に改称

## 近隣施設
- 中標津町役場
- 中標津町自動車学校
- 丸山公園
- 雪印メグミルク中標津工場
- 阿寒バス中標津市内循環線「東中会館前」停留所

## 通学区域
根室市、別海町、中標津町、標津町、羅臼町